# Aquarian Rain
Aquarian Rain ist ein Musikalbum des amerikanischen Bassisten Barre Phillips, das im Mai 1991 von Jan Erik Kongshaug aufgenommen und im März des folgenden Jahres bei ECM Records als CD erschienen ist.

## Hintergrund
Barre Phillips und der aus der Neuen Musik kommende Alain Joule trafen bei Aquarian Rain im Osloer Rainbow Studio aufeinander. Auf vier der zehn Stücke (2, 4, 8, 10) improvisierten sie zu einem Zuspielband, das die Komponisten James Giroudon und Jean-François Estager zuvor in den Studios von Grame erstellt hatten. 
Giroudon (* 1948) studierte Musik bei Pierre Schaeffer und Guy Reibel am Pariser Konservatorium. Er komponierte für unterschiedliche Ensembles. 1981 gründete er gemeinsam mit Pierre-Alain Jaffrennou in Lyon Grame, ein nationales Zentrum für musikalisches Schaffen. Seit 1991 entstanden viele Werke gemeinsam mit dem Komponisten Jean-François Estager (* 1949), der seit 1983 zu Grame gehörte. Die Zusammenarbeit mit Phillips begann bereits auf dessen Soloalbum Camouflage (1989).

## Titelliste
- Barre Phillips: Aquarian Rain. ECM[4]

1. Bridging (Alain Joule, Barre Phillips)  5:21
2. The Flow  4:04
3. Ripples Edge (Joule, Phillips)  5:37
4. Inbetween I and E  9:28
5. Ebb (Phillips)  1:54
6. Promenade de Memoire (Joule)  8:02
7. Eddies (Joule, Phillips)  2:48
8. Early Tide  7:09
9. Water Shed (Phillips)  3:05
10. Aquarian Rain  6:05

Soweit nicht anders angegeben, stammen die Kompositionen von Jean-François Estagér, James Giroudon, Alain Joule und Barre Phillips.

## Rezensionen
AllMusic ordnete das Album als Jazzalbum ein und bewertete es nur mit zwei (von fünf) Sternen.
Tyran Grillo betonte in Between Sound and Space die verblüffenden Klangfarben des elektroakustischen Albums. So höre sich das Titelstück so an wie ein Rohr, das sich in einen Haufen geschwenkter Materialien entleert und seinen Abschluss im Klappern von Eiszapfen findet. Derartige Klänge ließen sich nur durch Hören begreifen und würden sich zu einer weiteren zerebralen und perfekt realisierten Episode im Werk von Phillip zusammenfügen. „Seine Musik ist eine hochmelodische Variante der Avantgarde.“